# 徳山地域鉄道部
徳山地域鉄道部（とくやまちいきてつどうぶ）とは、山口県周南市の徳山駅にあった西日本旅客鉄道（JR西日本）の鉄道部の一つであり、広島支社の管轄。また、徳山鉄道少年団の本部がある。
2019年6月1日付で広島支社内に新設された山口支社に、山口地域鉄道部・下関地域鉄道部とともに統合された。

## 管轄路線
- 山陽本線和木駅 - 四辻駅（ただし、四辻駅は広島支社山口地域鉄道部の管轄）
- 岩徳線全線

このほか、山陽新幹線単独駅である新岩国駅も管轄対象である。

## 徳山乗務員センター
徳山駅構内に所在する、徳山地域鉄道部に所属する乗務員区所で、運転士・車掌が配属されている。2019年6月からは徳山列車区となった。

### 乗務範囲

#### 運転士
- 山陽本線：広島駅 - 新山口駅
- 岩徳線：全線

#### 車掌
- 山陽本線：広島駅 - 徳山駅

現在、車掌は優等列車や臨時列車の受け持ちはないが、過去に以下の列車に乗務していた。
- ムーンライト山陽 : 広島駅 - 下関駅

## 歴史
- 1995年（平成7年）10月1日 : 鉄道部制度に伴い、地域鉄道部として発足[3]。
- 2019年（令和元年）6月1日 : 山口地域鉄道部・下関地域鉄道部と組織統合し、山口支社（山口エリア統括部）に移行[1][4]。